# 久場島 (慶良間群島)
26°10′19″N 127°14′16″E / 26.17194°N 127.23778°E
久場島（日语：／ Kuba-jima、琉球語：／ ）是慶良間群島中的一個島嶼，行政上屬於日本沖繩縣島尻郡座間味村。該島嶼是一個無人島。

## 地理
久場島位於慶良間群島的最西端，位於座間味島西南約七公里的海面上。其面積1.55平方公里，周長6.82公里。該島南北較長，呈四邊形，最高點「久場島之岳」，高270.1米，是慶良間群島最高峰。地形多為山地，具有很多陡峭的斜面。島外圍被懸崖包圍，只有西北部的海岸有沙灘。主要由綠色片岩構成，有時也發現砂岩。

## 外部連結
- 座間味村官方網站 （页面存档备份，存于） （日語）